# 克伦民族军
克伦民族军（简称KNA），前身为克伦边防军（Karen BGF），是一支主要在缅甸克倫邦活动的克伦族佛教徒民族武装，于2024年1月从缅甸军队中分裂出来。克伦民族军最初是在1994年12月由克伦民族解放军中的分裂出来后成立的民主克伦佛教军。不久后，民主克伦佛教军与缅甸政府军签署了停火协议，并于2009年正式加入政府军，与克伦和平军一同成为克伦边防军（Karen BGF）。2024年1月，自反政府武装发动1027行动后，克伦边防军开始与执政的军政府保持距离，最终于4月脱离政府军并更名为“克伦民族军”。
从缅甸政府军分裂出来后，克伦民族军通过向水沟谷的赌博和电诈企业征税来获得收入。
多个消息来源和分析人士表明，在妙瓦底围攻战期间，缅甸政府军第275轻步兵旅的残余部队撤退后，克伦民族军彻底控制了妙瓦底，并后来协助了缅甸政府军从基地转移到第二友谊大桥。美国和平研究所的缅甸事务主管杰森·塔沃说，克伦民族军一直在两边下注，并最终转向协助军政府，“导致缅甸国旗再次在基地上空升起的摆拍照片出现”。